# NGC 3277
NGC 3277 est une galaxie spirale située dans la constellation du Petit Lion. NGC 3277 a été découverte par l'astronome germano-britannique William Herschel en 1785.

## Caractéristiques
Sa vitesse par rapport au fond diffus cosmologique est de 1 712 ± 21 km/s, ce qui correspond à une distance de Hubble de 25,3 ± 1,8 Mpc (∼82,5 millions d'al).
À ce jour, cinq mesures non basées sur le décalage vers le rouge (redshift) donnent une distance de 45,480 ± 12,050 Mpc (∼148 millions d'al), ce qui est nettement à l'extérieur des valeurs de la distance de Hubble. Notons que c'est avec la valeur moyenne des mesures indépendantes, lorsqu'elles existent, que la base de données NASA/IPAC calcule le diamètre d'une galaxie et qu'en conséquence le diamètre de NGC 3277 pourrait être d'environ 17,6 kpc (∼57 400 al) si on utilisait la distance de Hubble pour le calculer.
La classe de luminosité de NGC 3277 est I-II et elle présente une large raie HI. Elle renferme également des régions d'hydrogène ionisé.
Selon la base de données Simbad, NGC 3277 est une galaxie active de type Seyfert 2.

## Groupe de NGC 3254
NGC 3277 est une galaxie du groupe de NGC 3254 qui compte au moins cinq membres. Les quatre autres galaxies du groupe sont NGC 3245A (PGC 30174) , NGC 3245, NGC 3254 et NGC 3265. Les quatre galaxies du catalogue NGC sont aussi mentionnées dans un article publié par Abraham Mahtessian en 1998, mais la galaxie NGC 3245A n'y figure pas. Notons que le site NASA/IPAC mentionne que NGC 3277 est possiblement une galaxie du champ, c'est-à-dire qu'elle n'appartient pas à un amas ou un groupe et qu'elle est donc gravitationnellement isolée.